# مثنى السامرائي
مثنى عبد الصمد السامرائي سياسي عراقي سني، ونائب برلماني، فاز في الانتخابات التشريعية العراقية 2021 نائباً عن تحالف عزم في محافظة صلاح الدين،

## نشأته
مثنى مِن عشيرة البو عباس من السوامرة، كان أبو مثنى يعمل في دار الحرية، ودار آفاق عربية ثم تقاعد وأسّسَ مطبعة له في شارع السعدون، ثم أصبح أبو مثنى وكيلاً عن مطابع أردنية تطبع كتب المناهج الدراسية العراقية، عمل مثنى بعد الاحتلال الأمريكي سنة 2003م، في مصرف الوركاء حتى عُيّن مديراً لفرع المصرف في كرادة مريم، غادر العراق وعاد إليه سنة 2014م، واتخذه سليم الجبوري مستشاراً له، ذُكرَ أن مثنى مموّل للسياسيين السنة في العراق، بدأ ظهور اسم مثنى حين ترشح للانتخابات التشريعية سنة 2014 عن مدينته سامراء في قائمة إئتلاف متحدون للإصلاح ذات الرقم 259 وبتسلسل 23 في محافظة صلاح الدين، ولم ينجح فيها. كما عُرفَ بعد ذلك حين ذكره خالد العبيدي في استجواب برلماني شهير، يملك مثنى مصرف الوركاء الإسلامي المسمى سابقاً مصرف الرواحل، وقد وضع البنك المركزي يدَه على المصرف واحتجز الأموال المودعة فيه.